# Lista craterelor de impact din Antarctida
Această listă de cratere de impact din Antarctida include doar situri neconfirmate și teoretice de impact în Antarctida. Nu sunt încă situri de impact confirmate în Antarctida conform Earth Impact Database.

## Cratere de impact neconfirmate
Craterele următoarele sunt considerate oficial „neconfirmate”, deoarece acestea nu sunt listate în Earth Impact Database. Din cauza unor cerințe stricte cu privire la probe, craterele nou-descoperite sau cele pentru care este dificil să se colecteze probe sunt, în general cunoscute cu ceva timp înainte de a deveni listate.
| Nume        | Locație                 | Diametru | Vârstă (ani)    | Coordonate      |
| ----------- | ----------------------- | -------- | --------------- | --------------- |
| Bowers      | Antarctida              | 100 km   | necunoscută     | 71.2ºS, 176ºE   |
| Ross        | Antarctida              | 550 km   | Oligocen        | 77.5ºS, 178.5ºE |
| Wilkes Land | Wilkes Land, Antarctida | 485 km   | < 500 milioane? | 70ºS, 120ºE     |